# Klastry gospodarcze w Bydgoszczy

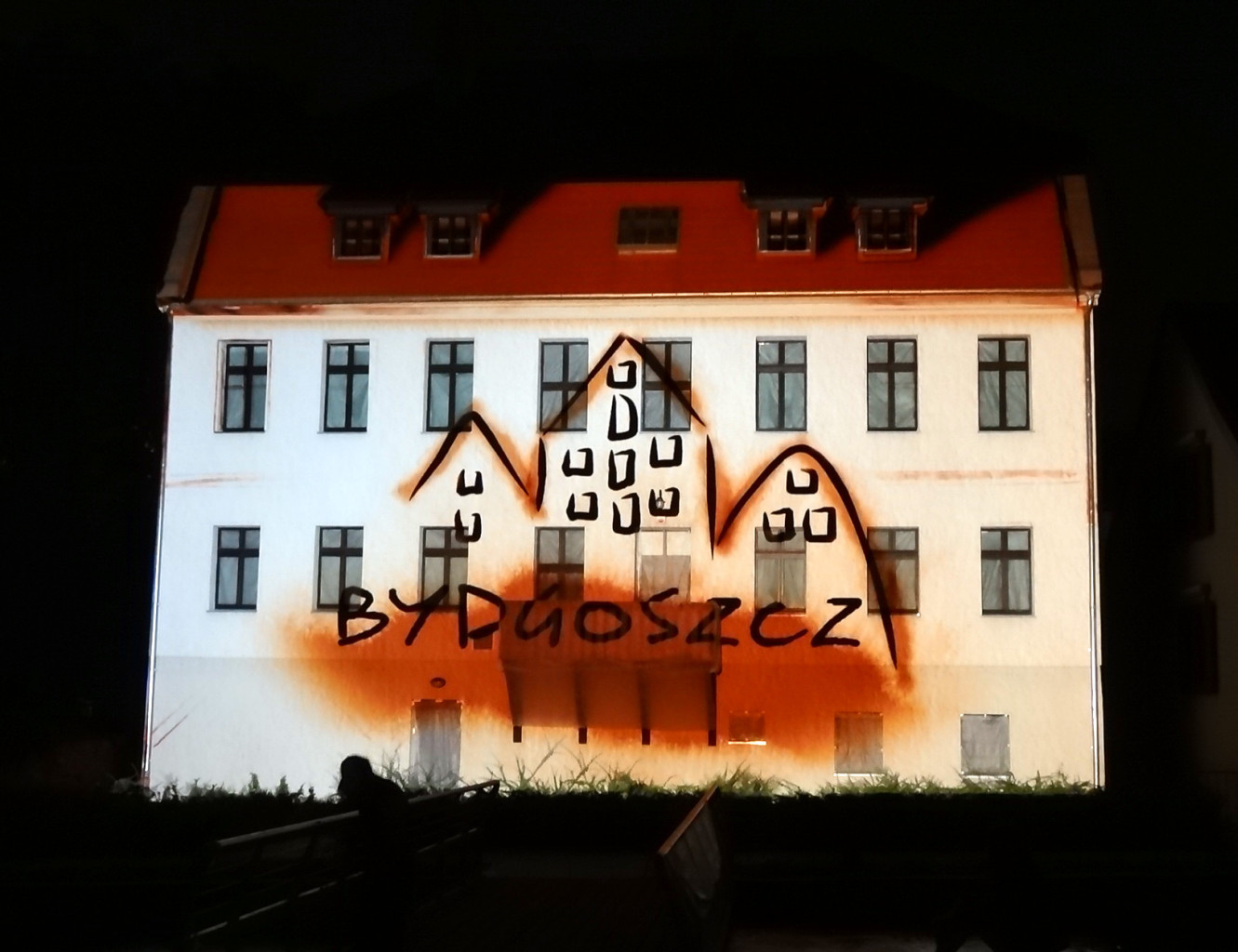
Centrum Pracy i Przedsiębiorczości na Wyspie Młyńskiej - siedziba Bydgoskiego Klastra Przemysłowego

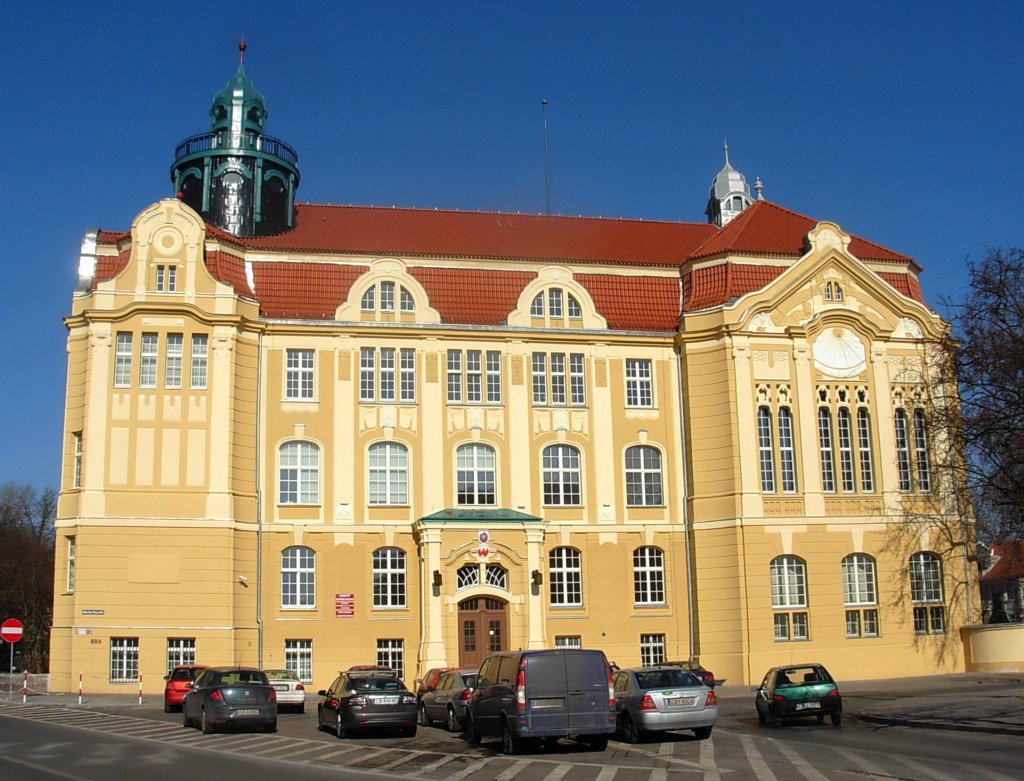
Copernicanum - siedziba Bydgoskiego Klastra Informatycznego

Klastry gospodarcze w Bydgoszczy – stowarzyszenia (klastry) służące budowie powiązań między podmiotami gospodarczymi, naukowymi i otoczenia biznesu zlokalizowanymi w Bydgoszczy i okolicy w celu rozwoju gospodarczego, innowacji, dopasowania rynku edukacyjnego do potrzeb przedsiębiorstw, promocji i zdobywania funduszy na rozwój.

## Charakterystyka
Klastry gospodarcze w Bydgoszczy to geograficzne skupiska podmiotów gospodarczych i okołobiznesowych, powiązanych ze sobą (wspólny adres, branża, kooperacja), które posiadają sformalizowane porozumienia o współpracy i wyznaczony podmiot pełniący funkcję koordynatora. Zrzeszone w klastrach podmioty to przedsiębiorstwa, uczelnie i organizacje badawcze, instytucje otoczenia biznesu oraz podmioty publiczne. Koordynator klastra animuje rozwój powiązań i współpracy w klastrze oraz świadczy wyspecjalizowane usługi na rzecz jego członków. Zasadą jest budowa powiązań między przedsiębiorstwami, a instytucjami badawczymi, co pomaga w rozwoju innowacji i zastosowaniu nauki w przemyśle. 
Działalność klastrów ma na celu reprezentację interesów środowisk biznesowych oraz tworzenie sieci powiązań ułatwiających funkcjonowanie firm, dostęp do kadr, rozwój technologiczny i zwiększenie innowacyjności produkcji i usług. Ułatwia również pozyskiwanie funduszy i dotacji przeznaczonych na rozwój i innowacje dla swoich członków.
Wsparciem klastrów w Bydgoszczy zajmuje się m.in. Bydgoska Agencja Rozwoju Regionalnego i Zespół Obsługi Inwestora i Przedsiębiorczości Urzędu Miasta Bydgoszczy, a na poziomie województwa podmiotem wyznaczonym do tego celu jest Fundusz Powiązań Kooperacyjnych, którego operatorem jest Toruńska Agencja Rozwoju Regionalnego wraz z Kujawsko-Pomorską Agencją Innowacji.

## Historia
Pierwszym klastrem w województwie kujawsko-pomorskim był założony w 2007 roku Bydgoski Klaster Przemysłowy, skupiający podmioty gospodarcze i badawcze w branży przetwórstwa tworzyw sztucznych i branży narzędziowej, w tym produkcji form wtryskowych dla producentów wyrobów z tworzyw. W 2013 r. w wyniku działań Zespołu Obsługi Inwestora i Przedsiębiorczości Urzędu Miasta Bydgoszczy powstał Bydgoski Klaster Informatyczny, skupiający podmioty z branży IT, a w 2014 roku Bydgoski Klaster Lotniczy, którego instytucją wiodącą są Wojskowe Zakłady Lotnicze nr 2. W tym samym czasie powstały również pozostałe klastry, skupiające m.in. agrobiznes, branże: chemiczną, turystyczną, medyczną, rzemiosło itd.
W październiku 2016 Bydgoski Klaster Przemysłowy otrzymał status Krajowego Klastra Kluczowego (jeden z 16 w kraju, jedyny w województwie kujawsko-pomorskim).

## Klastry z siedzibą w Bydgoszczy
Według danych Funduszu Powiązań Kooperacyjnych, w 2015 roku siedzibę w Bydgoszczy posiadały następujące klastry:
| Nazwa                                                      | Adres                                                              | Koordynator                                                                      | Uwagi | Strona internetowa |
| ---------------------------------------------------------- | ------------------------------------------------------------------ | -------------------------------------------------------------------------------- | --- | ------------------ |
| Bydgoski Klaster Przemysłowy (Bydgoszcz Industral Cluster) | Mennica 6 (Centrum Pracy i Przedsiębiorczości na Wyspie Młyńskiej) | Stowarzyszenie Bydgoski Klaster Przemysłowy                                      | Skupia firmy z branży narzędziowej, produkcji form wtryskowych i przetwórstwa tworzyw polimerowych oraz szereg instytucji okołobiznesowych, uczelnie, jednostki badawczo-rozwojowe, urzędy, stowarzyszenia przedsiębiorców, fundusze poręczeniowe. Członkami jest 47 małych i średnich przedsiębiorstw w większości skooperowanych ze sobą, Izba Przemysłowo-Handlowa Województwa Kujawsko-Pomorskiego, Bydgoski Fundusz Poręczeń Kredytowych, Urząd Miasta Bydgoszczy i inne podmioty okołobiznesowe. Wsparcie badawcze zapewnia Instytut Inżynierii Materiałów Polimerowych i Barwników, Uniwersytet Kazimierza Wielkiego i Uniwersytet Technologiczno-Przyrodniczy w Bydgoszczy. | www                |
| Agro Klaster Kujawy                                        | Bernardyńska 6-8                                                   | Agro Klaster Kujawy – Stowarzyszenie na Rzecz Innowacji i Rozwoju                | Skupia podmioty zajmujące się agrobiznesem w Bydgoszczy i województwie kujawsko-pomorskim (a także wybrane spoza województwa). Członkami jest obecnie /styczeń 2019/ 16 przedsiębiorstw, uniwersytety: UTP, UKW, UMK, Wyższa Szkoła Gospodarki, Instytut Technologiczno-Przyrodniczy w Falentach, Kujawsko-Pomorski Ośrodek Doradztwa Rolniczego oraz 2 stowarzyszenia. Klaster bardzo silnie stawia na projekty proinnowacyjne zrzeszonych podmiotów i współpracę z administracją (poziomu miejskiego, wojewódzkiego i krajowego (Ministerstwo Przedsiębiorczości i Technologii) oraz współpracę międzynarodową.                                                                   | www                |
| Bydgoski Klaster Informatyczny (Bydgoszcz IT Cluster)      | Kopernika 1 (Copernicanum)                                         | Stowarzyszenie Bydgoski Klaster Informatyczny                                    | Klaster zapewnia współpracę podmiotów w takich obszarach jak tworzenie optymalnych warunków do współpracy, edukacja, innowacje oraz promocja. Skupia 18 bydgoskich przedsiębiorstw branży informatycznej oraz uczelnie: Uniwersytet Kazimierza Wielkiego, Uniwersytet Technologiczno-Przyrodniczy, Wyższa Szkoła Gospodarki w Bydgoszczy oraz Zespół Szkół Elektronicznych w Bydgoszczy. Klaster stawia na wspieranie rozwoju przedsiębiorczości, wspieranie inicjatyw gospodarczych i podnoszenie wiedzy informatycznej społeczeństwa, prowadzenie projektów na rzecz rozwoju potencjału kadrowego i innowacyjnego zrzeszonych firm.                                               | www                |
| Bydgoski Klaster Lotniczy                                  | Szubińska 107                                                      | Wojskowe Zakłady Lotnicze nr 2                                                   | Klaster tworzą m.in. Wojskowe Zakłady Lotnicze nr 2, Port lotniczy Bydgoszcz-Szwederowo, Aeroklub Bydgoski, Zespół Szkół Mechanicznych nr 1, firmy związane z branżą lotniczą m.in.: Bohamet – Armatura, Graform, Energopal oraz Uniwersytet Technologiczno-Przyrodniczy i Politechnika Poznańska. Klaster stawia na działalność badawczo-innowacyjną, tworzenie i wdrażanie nowych technologii, szkolenie specjalistów związanych z branżą lotniczą. | www                |
| Klaster ZA-CHEM                                            | Wojska Polskiego 65                                                | Klaster Za-Chem Sp. z o.o.                                                       | Skupia 5 firm branży chemicznej, które prowadzą działalność na terenie byłych Zakładów Chemicznych Zachem. Klaster służy m.in. wdrażaniu wspólnie wypracowanych rozwiązań technologicznych i wzajemnej kooperacji. Wsparcie badawcze zapewnia Uniwersytet Technologiczno-Przyrodniczy. |                    |
| Klaster Turystyczny Obszaru BIT                            | Grodzka 7                                                          | Bydgoska Lokalna Organizacja Turystyczna                                         | Powstał w 2015 roku. | www                |
| Klaster Innowacji Mechatronicznych                         | Jeżynowa 19                                                        | Fundacja Rozwoju Mechatroniki                                                    | | www                |
| Klaster Edukacji Biznesowej                                | Garbary 2                                                          | Wyższa Szkoła Gospodarki w Bydgoszczy                                            | | www                |
| Klaster Tworzyw Sztucznych POLIMERTECH                     | Paciorkiewicza 3 (Bydgoski Park Przemysłowo-Technologiczny)        | Hanplast sp. z o.o.                                                              | | www                |
| Klaster Przemysłów Kreatywnych                             | Garbary 2                                                          | Fundacja GAUDEAMUS, Wyższa Szkoła Gospodarki w Bydgoszczy, Fundacja 12 Kamienica | W 2016 roku udziałowcy nawiązując do wcześniej zawartych porozumień kooperacyjnych (tj. Klaster Rzemiosła i Handmade’u, Klaster Przemysłów Kreatywnych, Klaster Kujawsko – Pomorska E-Gospodarka) oraz wypracowanych strategii rozwoju powołali spółkę typu spin – off pod nazwą: Klaster Przemysłów Kreatywnych Sp. z o.o. z siedzibą w Bydgoszczy. | www                |
| Kujawsko-Pomorski Klaster ICT                              | Chrobrego 24/1                                                     | Fundacja Kujawsko-Pomorski Klaster ICT                                           | |                    |
| Klaster Rzemiosła i Handmade’u                             | Poznańska 7                                                        | Fundacja 12 Kamienica                                                            | |                    |
| Klaster Kujawsko-Pomorska E-Gospodarka                     | Betoniarzy 4/30                                                    | ARBAZ Anna Brzeska                                                               | |                    |
| Bydgoski Klaster Technik Multimedialnych                   | Fordońska 156                                                      | Fundacja Bydgoski Klaster Technik Multimedialnych                                | Powstał w 2015 roku. |                    |
| Kujawsko – Pomorski Klaster Telemedycyny Innobridge        | Toruńska 155                                                       | Stowarzyszenie Kujawsko – Pomorski Klaster Telemedycyny Innobridge               | Powstał w 2015 roku. | www                |
| Stowarzyszenie Producentów Pianek Poliuretanowych "Polpur" | Kordeckiego 6/3                                                    |                                                                                  | Organizacja pozarządowa (założona w 2001 roku) reprezentująca interesy biznesowe producentów pianek poliuretanowych w Bydgoszczy, regionie i kraju. |                    |

Bydgoskie podmioty gospodarcze, naukowe i okołobiznesowe są również członkami wielu innych klastrów gospodarczych ogólnowojewódzkich oraz z siedzibą w miejscowościach z województwa kujawsko-pomorskiego i województw ościennych. Przykładowo Port lotniczy Bydgoszcz-Szwederowo oraz jednostki służby zdrowia weszły w skład Klastra Turystyki Medycznej i Uzdrowiskowej.